# L'antimonio
L'antimonio è un racconto di Leonardo Sciascia inserito nella raccolta Gli zii di Sicilia.
È ambientato negli anni trenta del XX secolo in Sicilia e in Spagna, durante la Guerra civile spagnola, nella regione dell'Antimonio.

## Storia editoriale
Il racconto è inizialmente concepito da Sciascia come romanzo, il cui primo capitolo appare già sulla rivista «Tempo presente» (anno III, n° 9/10, settembre-ottobre 1958, p. 744). Una seconda parte viene pubblicata alcuni mesi dopo, agli inizi del 1959, su «La fiera letteraria» (anno XIV, n° 6, 8 febbraio 1959, p. 5). La pubblicazione è corredata da un post scriptum dove l'autore manifesta però l'intenzione di abbandonare la stesura del romanzo: 
  Appena un mese dopo la pubblicazione su «Tempo presente» Sciascia scriveva a Calvino, all'epoca redattore per Einaudi: 
 La decisione definitiva è probabilmente maturata a causa di un dubbio che Calvino, gli esprime nella lettera di risposta, nella quale lamenta l'impossibilità di rappresentare realisticamente fatti storici contemporanei cui lo scrittore non avesse prestato esperienza diretta, testimoniale, da qui il mea culpa di Sciascia per l'uso della prima persona nel post scriptum. Il materiale fu poi rielaborato per essere licenziato nel 1960, sotto forma di racconto, nella seconda edizione de Gli zii di Sicilia, per i tipi di Einaudi, all'interno della collana I Coralli (n° 106).

## Trama
Narra la storia di un minatore siciliano, che scampato a un'esplosione di gas grisou (detto dai minatori di zolfo siciliani antimonio), in preda alla miseria si arruola volontario per partecipare alla guerra civile spagnola. Lì, combattendo a fianco delle truppe franchiste, conoscerà lo spietato volto del fascismo, al di là della tanta retorica e delle promesse non mantenute.

## Edizioni
- Leonardo Sciascia, Gli zii di Sicilia, Einaudi (Collana «I Coralli», n° 106), 1960, ISBN 88-06-34751-9.

## Adattamento cinematografico
Il racconto ha ispirato il film Una vita venduta del 1976, di Aldo Florio, con Enrico Maria Salerno.